# Galilejsko more
Galilejsko more ili Galilejsko jezero; naziva se još Tiberijadsko jezero (Tiberijsko jezero), Genezaretsko jezero ili jezero Kineret (Kinaretsko jezero); najveće je slatkovodno jezero na teritoriju Izraela. Biblijsko je mjesto koje se povezuje s čudima Isusa Krista opisanima u Novome zavjetu u Bibliji.
Naziv Galilejsko dobilo je po pokrajini Galileji u kojoj se nalazi. Genezaret je njegovo starije ime prema gradu koji je postojao uz njegovu obalu, a Tiberijadsko se nazivalo od 1. st. po gradu Tiberijasu. Kinaret je njegovo današnje službeno ime.
Dugo je 21, a široko oko 13 kilometara. Površina mu je 166 km kvadratnih.
Najveća dubina mu je 43 metra.
Nalazi se 209 metara ispod razine mora (kriptodepresija), što ga čini drugim najnižim na svijetu (na prvom je mjestu Mrtvo more).
U njega se na sjeveru ulijeva i na jugu iz njega izvire rijeka Jordan koja se kasnije ulijeva u Mrtvo more.
Spominje se u djelima povjesničara Josipa Flavija, kao i u evanđeljima jer je Isus uz njega djelovao: tu je hodao po vodi, pozvao 5 apostola (Petra, Andriju, Ivana, Jakova i Mateja), nahranio pet tisuća ljudi, a na brdu povrh njega održao je Govor na gori.
Godine 1967. Izrael ga je okupirao u cijelosti, kao i Golansku visoravan s planinom Hermon. Početkom 90-tih godina 20. stoljeća uglavnom je naseljeno Židovima iz bivšeg Sovjetskog Saveza koji su se odazvali pozivu Izraela da nasele okupirana područja Sirije i Palestine. Sirija i danas zahtijeva sjeveroistočnu obalu jezera.
Na obalama je smješteno više kibuca koji se bave turizmom i poljoprivredom, primjerice uzgojem banana.
Po njemu dnevno plovi 230 brodova, a turizam je jako razvijen.